# Body Nature
 (juin 2021).
Body Nature est une marque française de produits de bien-être, de cosmétiques et d'entretien créée en 1972,. Son siège social est situé à Nueil-les-Aubiers (Deux-Sèvres), et elle appartient au groupe Laboratoire Science et Nature.
La marque est spécialisée dans les produits écologiques et biologiques. Les produits sont vendus à domicile. En 2021, le réseau est composé de 1 800 conseillères présentes en France, en Belgique et au Luxembourg.

## Histoire
En 1972 est fondée Body Nature à Orléans. En 1975, les premiers produits cosmétiques sont commercialisés. Puis en 1981, l'entreprise s'installe à Nueil-les-Aubiers, qui devient alors le siège de l'entreprise.
En 2020, l'entreprise devient une entreprise à mission[source secondaire souhaitée].

## Vente à domicile
Les produits sont vendus en vente à domicile et animée par des vendeurs à domicile indépendants, nommés « conseillères » par la marque. En 2020, 55 000 réunions de vente (Instants Body Nature) ont été organisées. La Fédération de la Vente à Domicile est présidée depuis 2018 par Olivier Guilbaud, co-dirigeant de l'entreprise. 